# بنو سادن
بنو سادن (بالأمازيغية: أيت سادّن) قبيلة أمازيغية بالأطلس المتوسط تحتل منطقة جغرافية تقع بين فاس وصفرو وتازة على بعد 35 كم شمال شرق مدينة فاس و70 كم جنوب غرب مدينة تازة، تمتد منطقة «آيت سادن» تقريباً من سيدي حرازم إلى أولاد عياد باتجاه تازة، ويحيط بها سدان كبيران: سد مولى إدريس الأول إلى الشمال، سد علال الفاسي في الجنوب الشرقي، المترابطان بواسطة نفق تحت الأرض طوله 18 كيلومترًا يستخدم لتوليد الكهرباء. عرفت آيت سادن بشغف طلب العلم، فأول أمازيغي حصل على شهادة البكالوريا في عام 1949 كان من هذه القبيلة، مكّن هذا العديد من أفراد القبيلة من الالتحاق بمدارس عليا في المغرب وأوروبا.
يتحدث أفراد آيت سادن باللغة الأمازيغية، ولا تختلف ثقافتهم عن ثقافة القبائل الأخرى في الأطلس المتوسط، باستثناء أنهم من الذين راهنوا في وقت مبكر على تعليم النساء.

## أصل التسمية
كلمة «سادن» هي اسم أمازيغي مشتق من كلمة «أسييد» والتي تعني «الضوء»، لهذا السبب يقال أن آيت سادن معروفون بحكمتهم (الحكماء أو المتنورون)، كما ترتبط كلمة «إسيدن» بالأمازيغية بما يعني مشاة الاستطلاع الجيش في المصطلحات العسكرية وهذا الاسم مرتبط بالقصة التي تقول أن آيت سادن جاءت من المنطقة الجنوبية الشرقية للمغرب بين تعلالين وڭرامة بحثًا عن الأراضي الرطبة الخصبة، لكن بالنسبة لمعظم الناس في آيت سادن فإن كلمة «سادن» ترتبط بشكل خاص ب «إيصِّادن» الذي يعني بالأمازيغية «الرجال الأقوياء والشجعان والرائعين»؛ مفردها «إصِّيد» (الذي يعني بمصادفة غريبة «الأصْيَد» في اللغة العربية الفصحى) هذه التسمية قريبة من الواقع حيث كانت المنطقة معروفة بأنها واحدة من أكثر المناطق اضطرابا في المغرب.

## تاريخ
في أوائل القرن 16م هاجرت قبيلة آيت سادن من وسط المغرب إلى منطقة الأطلس الكبير بظبط لثعلالين بين ڭرامة وكراندو (لازال هناك نهر يسمى ثلات-نايت-سادن) ثم استمرو في طريقهم مرورا باولماس مرموشة وآيت يوسي الشرقية وصولا لمنطقة تطل على مدينة فاس من ناحية الشرقية حيث نقسموا لمجموعتين الأولى بقيت في سايس بجانب واد النجا وتسمى اليوم آيت نظير بينما أكملت المجموعة الثانية الطريق لتستقر في المنطقة التي توجد بها اليوم والتي تعتبر من أجود الأراضي الخصبة الشئ الذي جعلهم محط أطماع القبائل المجاورة فيما مضى.

### المقاومة ضد الوجود الفرنسي 1912-1914
أدى دخول الفرنسيين لفاس عاصمة المغرب أنذاك إلى نشوب مقاومة مسلحة في قبائل المجاورة لها حيث اتفق سادنيون ووراينيون على هجوم قوات الفرنسية المتواجدة في فاس حيث حدتث مواجهات بين طرفين أدت لسقوط قتلى وجرحى، في فاتح يناير 1914 دخلت الجيوش الفرنسية القبيلة من جهة لواتة فتم القبض على المستسلمين بينما الذين رفضوا استسلام انتقلوا إلى آيت وراين لينضموا لبقية المقاومين تحت قيادة المقاوم على أو رحو. كان من أسباب نقل المقيم العام الفرنسي آن ذاك هوبير ليوطي العاصمة من فاس إلى الرباط الهجومات التي كانت تشنها القبائل.

## أعلام
- محمد شفيق (ولد سنة 1926) – كاتب وباحث ومستشار للملك الحسن الثاني وكاتب للدولة وأول عميد للمعهد الملكي للثقافة الأمازيغية حائز على جائزة الأمير كلاوس الهولندي للثقافة والتنمية.
- عبد المالك أو سادن (توفي سنة 2014) أحد مؤسسي الحركة الأمازيغية بالمغرب ومن نشطائها البارزين.